# Українська Громада в Чехо-Словаччині
Українська Громада в Чехо-Словаччині — культурно-освітницька організація Чехо-Словаччини з націоналістичним світоглядом, постала 1927 року, переважно з колишніх вояків Армії УНР, її членами були також українці з Закарпаття. Понад 200 чоловік, осідок Управи в Празі, кілька філій. Після окупації Чехо-Словаччини Німеччиною у 1939 році, Українська Громада включилася до Українського Національного Об'єднання в Німеччині і діяла до 1945 року. Головою Української Громади весь час її існування був М. Ґалаґан.